# NGC 5856
NGC 5856 је појединачна звезда у сазвежђу Волар која се налази на NGC листи објеката дубоког неба.
Деклинација објекта је + 18° 26' 32" а ректасцензија 15h 7m 20,3s. Привидна величина (магнитуда) објекта NGC 5856 износи 14,2 а фотографска магнитуда 6,0. NGC 5856 је још познат и под ознакама SAO 101379.